# Tenosique
Tenosique är en kommun i Mexiko.   Den ligger i delstaten Tabasco, i den sydöstra delen av landet, 900 km öster om huvudstaden Mexico City. Antalet invånare är 58 960. Arean är 2 098 kvadratkilometer.
Terrängen i Tenosique är kuperad åt sydväst, men åt nordost är den platt.
Följande samhällen finns i Tenosique:
- Tenosique de Pino Suárez
- Certeza
- La Isla
- Boca del Cerro
- Crisóforo Chiñas
- Esperanza Norte
- San Carlos
- San Francisco
- La Palma
- El Recreo
- Corregidora Ortiz de Domínguez
- Emiliano Zapata 3ra. Sección
- La Estancia
- Miguel Hidalgo
- Cortijo Nuevo 1ra. Sección
- Carlos Pellicer Cámara
- El Manantial
- Niños Héroes
- El Roblar
- Tenosique 1ra. Sección
- Cortijo Nuevo 2da. Sección
- Tata Lázaro
- Hermenegildo Galeana
- Plan de San Antonio
- El Pensamiento